# Ramon Pinyol i Balasch
Ramon Pinyol i Balasch, también conocido como Ramon P. Balasch (Cornellá de Llobregat, provincia de Barcelona, 1950) es un editor, poeta y filólogo español.

## Biografía
Licenciado en Filología Clásica por la Universidad de Barcelona, se dio a conocer con el libro Remor de rems (premio Amadeu Oller 1972), Ronda de portals (1973, Premio Recull y Palma de Mallorca), Rovell de mala plata (1973, Premio Tomàs de Bellpuig), Occit enyor (1974, premio Carles Riba) y Alicates n colaboración con el pintor Joan Pere Viladecans (1978 Premio de la Crítica). El 1972 contrae matrimonio con la poeta y novelista Maria Mercè Marçal.
Fue cofundador de Llibres del Mall junto a Xavier Bru de Sala, Maria-Mercè Marçal, Gemma d’Armengol, Miquel Desclot, Jaume Medina y Miquel de Palol La editorial estuvo activa desde 1973 hasta 1988. Pretendían ampliar la base social de la poesía catalana y cubrir los vacíos más señalados de las ediciones en lengua catalana, como por ejemplo la experimentación y la traducción de textos extranjeros. Con una periodicidad inicial de seis volúmenes el año y a precios populares, Llibres del Mall pretendía ofrecer un contacto directo con las obras de nuevos autores, apoyando el esfuerzo creativo de la poesía catalana. Los primeros volúmenes de la colección fueron: Ramon Balasch, Yema de mala plata; Xavier Bru de Sala, Las elegías del chiquillo; Miquel de Palol, Delta; A. Tàpies-Barba, Siboc. Más adelante se publicaron obras de Josep Albertí, Maria Mercè Marçal, Carles Camps, Santiago Pau, Josep Lluís Bonet, Joan Navarro, Salvador Jàfer, Jordi Ramos o Antoni Munné.[cita requerida]
Entre sus traducciones destacaron: Jaume Riera y Sans, Cantos de boda de los judíos catalanes; M. Mercè Marçal, Líricos griegos arcaicos. Lo elegía; Joan Alberich, El bhagavadgita; Georg Trakl, Poesías, trad. de Esteve Ribella; Hölderlin, Las grandes elegías, trad. de Ramon Balasch; Saint-John Perse, Elogios, trad. de Xavier Bru de Sala; John Keats, Antología poética, trad. de Yema de Ermengol; Iannis Ritsos, Antología, trad. de Alexis E. Solà; Novalis, Himnos a la noche, trad. de A. Tàpies-Barba.[cita requerida]
Después de los jóvenes poetas y de las primeras traducciones se apostó por la edición de las obras completas de Miquel Martí i Pol, que entonces vivía las terribles consecuencias de la arteriosclerosis y el aislamiento. Se  publicaron cinco volúmenes: La raíz y la corteza (Obra poética I); El largo viaje (Obra poética II); Con vidrios a la sangre (Obra poética III); Las claras palabras (Obra poética IV) y Para preservar la voz (Obra poética V). También se dieron a conocer Crónica de mañana; Estimada Marta, probablemente el libro de poemas más vendido; El ámbito de todos los ámbitos y, finalmente, Los bellos caminos.[cita requerida]
En 1996 fundó y dirigió Clipmèdia Comunicación, en el Parque Tecnológico del Vallès, empresa que editó una biografía sobre el general José Moragues escrita por Alex Barnils.
Durante una etapa, Balasch fue secretario personal de Salvador Espriu, y junto con Andrés Sánchez Robayna, editó la obra completa bilingüe de Espriu. En 1980 obtuvo el Premio Nacional de Traducción, juntamente con Andrés Sánchez-Robayna y MireiaMur, por la edición bilingüe de Salvador Espriu, primer volumen de la colección Sèrie Ibèrica. También conservó muchos escritos inéditos del autor, y años más tarde, en 2013, publicó un último libro póstumo de Salvador Espriu, Ocnos i el parat esglai, con más de 800 páginas, muchas de ellas inéditas, ya bajo el sello editorial Balasch Editor.